# أبو خالد الكمبودي
نيل كريستوفر براكاش (مواليد 7 مايو 1991)، استرالي الجنسية، أصبح اسمه أبو خالد الكمبودي بعد انضمامه لتنظيم الدولة الإسلامية في العراق والشام (داعش). تم سحب الجنسية الأسترالية منه في ديسمبر 2018. في أبريل 2016، تم اغتيال 4 مدنيين في غارة جوية أمريكية كانت تستهدف أبو خالد الكمبودي. في مايو 2016، ظهرت شائعات تفيد بمقتله لكن عرف بعد ذلك أنه قد أصيب فقط وهرب.
في نوفمبر 2016، تم القبض على أبو خالد الكمبودي في تركيا. في مارس 2019، أدين أبو خالد الكمبودي أمام محكمة تركية بتهمة الإنتماء إلى منظمة إرهابية وحكم عليه بالسجن سبع سنوات ونصف، خففت إلى ست سنوات عند الاستئناف.

## التاريخ
ولد أبو خالد الكمبودي في ملبورن، أستراليا لأب هندي من أصول فيجي وأم كمبودية من الضاحية الجنوبية الشرقية لجنوب شرق سبرينغفيلد.
في أغسطس عام 2012، تحول أبو خالد الكمبودي من الديانة البوذية إلى الإسلام بعد زيارة إلى كمبوديا، عندما وجد تجارة البوذيين بالدين بهدف الربح وعبادتهم للأصنام. حضر بعدها اجتماعات في مكتبة الفرقان ومركز الصلاة في ملبورن.
في 29 ديسمبر 2018، أعلنت الحكومة الأسترالية أنها قد سحبت الجنسية الأسترالية منه بسبب أعماله الأرهابية. بينما أكدت أنها ما زال يحتفظ بالجنسية الفيجية بالرغم من ولادته في ملبورن. على النقيض، أعلنت الحكومة الفيجية أنه ممنوع من دخول البلاد وأنه لم يحصل أبدا على الجنسية الفيجية. لم يتشاور بيتر داتون مع فيجي أو خبير في القانون الفيجي قبل اتخاذ قرار بإلغاء الجنسية الأسترالية لأبو خالد الكمبودي، وأنها لا تسمح في الأساس بالجنسية المزدوجة.

## تنظيم الدولة الإسلامية في العراق والشام
في عام 2013، سافر أبو خالد الكمبودي إلى سوريا عبر ماليزيا واستقر في مدينة الرقة.

### مذكرة توقيف
في أكتوبر 2014، تم إلغاء جواز سفر أبو خالد الكمبودي وصدرت في حقه مذكرة توقيف في 19 أغسطس 2015 حيث وجهت إليه تهمة الإنضمام إلى منظمة إرهابية والتوغل في دولة أجنبية بهدف القيام بأنشطة إرهابية.

### الظهور الإعلامي في داعش
ظهر أبو خالد الكمبودي في فيديو نشر في 21 أبريل 2015 بعنوان «قصص من أرض البعث: أبو خالد الكمبودي» من إنتاج مركز الحياة الإعلامي.

### تقارير الوفاة
في 5 مايو 2016، صرح المدعي العام الأسترالي جورج براندس، أن الجنود الأمريكيون أكدوا مقتل أبو خالد الكمبودي في الموصل، لكن ذكرت تقارير إخبارية لاحقة أنه ما زال على قيد الحياة. ثبت بعد ذلك أن أبو خالد الكمبودي قد أصيب فعلا في الغارة لكنه هرب إلى سوريا.
في 29 يوليو 2016، صرحت القيادة المركزية للولايات المتحدة إن أربعة مدنيين قتلوا في غارة استهدفت أبو خالد الكمبودي في 29 أبريل 2016.

### الأسر
في نوفمبر 2016، تم القبض على أبو خالد الكمبودي في تركيا بعد محاولته عبور الحدود السورية إلى تركيا باستخدام وثائق مزورة تحت اسم مزيف. في 25 نوفمبر 2016، أكد مسؤولو مكافحة الإرهاب الأستراليون أن أبو خالد الكمبودي لا يزال على قيد الحياة وأنه تم اعتقاله قبل عدة أسابيع من قبل المسؤولين الأتراك في تركيا. تقدمت أستراليا بطلب لتسليمه بناء على مذكرة من الشرطة الفيدرالية بتهمة:
1. كونه عضوًا في تنظيم الدولة الإسلامية في العراق والشام داعش
2. قيامه بتجنيد الآخرين والمشاركة في التخطيط ل«مذبحة» الحشود وقطع رأس الشرطة في إحياء ذكرى يوم انزاك في ملبورن في عام 2015.

في مايو 2017، أعلن رئيس الوزراء مالكولم تورنبول أنه من المتوقع تسليم أبو خالد الكمبودي من تركيا خلال شهور لمحاكمته في أستراليا.
في ديسمبر 2018، وجهت تهم الإرهاب لأبو خالد الكمبودي في تركيا التي أعلنت أنها لن تقوم بتسليمه حتى انتهاء الإجراءات القانونية الحالية وأي فترة سجن يحكم به عليها.

## التهم
في 16 مارس 2019، أدين أبو خالد الكمبودي أمام محكمة تركية بتهمة الإنضمام إلى منظمة إرهابية وحكم عليه بالسجن سبع سنوات ونصف، خففت إلى ست سنوات في الاستئناف ويتوقع إطلاق سراحه في عام 2021.